# Cosmote
Cosmote est le premier opérateur de téléphonie mobile en Grèce. Basé à Athènes, il s'agit d'une filiale à 100 % de l'opérateur téléphonique historique grec OTE.
Développant des activités commerciales dans deux autres pays d'Europe à travers les filiales Telekom Albanie et Magyar Telekom, Cosmote s'adresse à un marché étendu de 45 millions de personnes. Dans les trois pays, Cosmote compte environ 15,6 millions de clients.
Depuis 2009, Cosmote sponsorise la compagnie de ferry Hellenic Seaway.[style à revoir]

## Histoire
En septembre 2015, la société mère OTE annonce qu'elle va adopter la marque Cosmote comme marque commerciale unique couvrant la téléphonie fixe et mobile ainsi qu'internet à haut débit. Elle choisit ainsi de ne pas utiliser la marque Deutsche Telekom sous laquelle elle se nomme dans ses opérations en Europe centrale et orientale. Le 26 octobre, le nouveau logo est lancé.